# Europe latine
 (janvier 2012).
Si vous disposez d'ouvrages ou d'articles de référence ou si vous connaissez des sites web de qualité traitant du thème abordé ici, merci de compléter l'article en donnant les références utiles à sa vérifiabilité et en les liant à la section « Notes et références ».

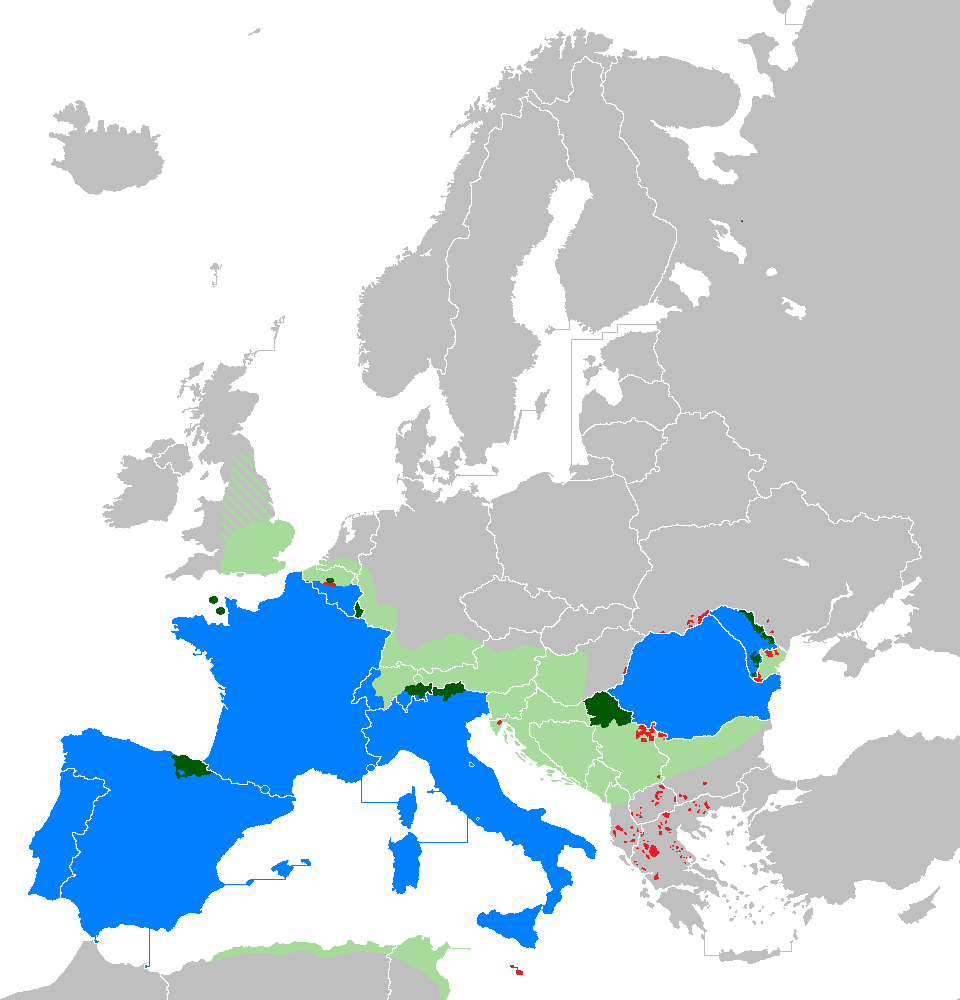
Langues d'origine latine :
Pays où une langue romane est la langue officielle
Régions où une langue romane est parlée et co-officielle avec une langue non latine
Zones où une langue romane est parlée mais non officielle
Zones où des langues romanes ont été parlées mais ont disparu

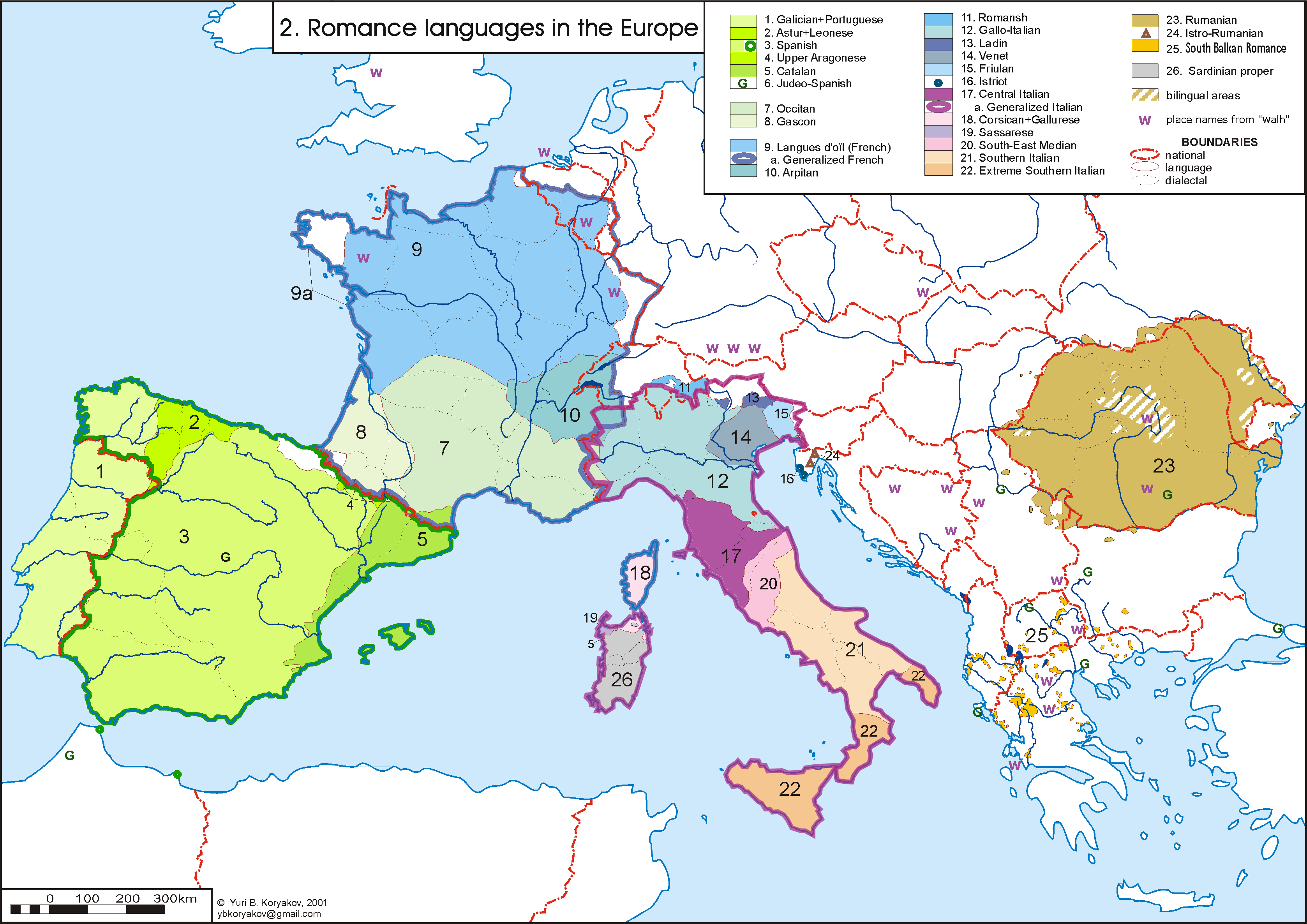
Langues romanes.

L'Europe latine désigne une notion géopolitique principalement basée sur un critère linguistique et culturel : elle regroupe les nations et les régions d'Europe où une langue romane issue du latin populaire est soit officielle, soit co-officielle, soit parlée par la majorité de la population. L’Europe latine comprend huit États de forte tradition catholique (Italie, Espagne, Portugal, France et quatre micro-États : l'Andorre, Monaco, Saint-Marin et le Vatican) et deux États de tradition orthodoxe (Roumanie et Moldavie). Elle comprend aussi les régions francophones de Belgique et de Suisse (Suisse romande), ainsi que le Tessin (italophone) et les Grisons (en partie italophone et romanchophone). Cette vision géopolitique s'exprime dans l'Union latine, dont beaucoup de ces pays sont membres.

## Géographie
D'un point de vue géographique, l'Europe latine se situe à l'ouest et au sud-ouest de l'Europe (France, Italie, Portugal, Espagne) et au sud-est de l'Europe (Roumanie, Moldavie). La Roumanie et la Moldavie sont séparés géographiquement des pays de langue romane à l'ouest et au sud, par des régions de langue slave (pays de l'ex-Yougoslavie) mais ont néanmoins réussi à préserver leur langue et leur originalité (non sans difficultés face à l'hégémonie des empires voisins, notamment austro-hongrois et russe). Ces 2 pays (où le roumain, langue romane, est la langue officielle) ont montré leur volonté de faire partie de l'Europe en introduisant l'alphabet roman latin en 1860.
La notion d'Amérique latine constitue un parallèle en Amérique.

## Critique de la notion d'Europe latine
Opposer l'Europe latine à une Europe non latine n'est qu'une manière de déterminer un ensemble parmi d'autres ensembles. Cela dépend du point de vue adopté. Hormis le caractère indiscutable de l'origine commune des langues romanes, rechercher des traits culturels communs qui distingueraient les « Latins » des non-« Latins » s'avère aléatoire étant donné l'histoire des pays en question et les interactions culturelles de tout type. Aussi, même si l'importance du catholicisme dans l'histoire des pays de langues néo-latines occidentales est une réalité, elle l'est tout autant pour d'autres pays de langues non-romanes comme la Pologne ou l'Irlande.
En France, les régions du nord-est remettent en cause cette notion, leurs langues vernaculaires étant des langues germaniques (Alsace, Moselle germanophone, Flandre néerlandophone). Le Basque et le Breton constituent une autre exception.
L'« anthropologie » des systèmes familiaux développée par Emmanuel Todd révèle une tradition de familles nucléaires égalitaires commune et spécifique à l'espace roman, mais à l'exception de certaines régions du sud de la France, du nord de l'Espagne et du centre-nord de l'Italie, et cette tradition pouvant expliquer les tendances idéologiques universalistes et libertaires propres aux sociétés d'héritage romain.
D'un point de vue géopolitique, la France, la Belgique et la Suisse ne font pas partie de l'Europe du Sud selon les critères retenus par l'ONU, mais de l'Europe de l'Ouest. De même, la Roumanie et la Moldavie se situent en Europe centrale pour l'ONU.